# Дев'яткін Віктор Вікторович
Ві́ктор Ві́кторович Дев'я́ткін — солдат, Збройні сили України.

## Життєпис
2005 року закінчив ЗОШ в селі Роза, 2006-го — Бердянський машинобудівний професійний ліцей, пройшов строкову службу в ЗСУ. З 2010-го працював під Києвом — слюсар-покрівельник.
Доброволець, 11-та окрема бригада армійської авіації.
10 лютого 2015-го загинув в часі обстрілу зі сторони Горлівки російськими бойовиками із РСЗВ «Смерч» аеродрому Краматорська. Тоді ж загинули Євген Бушнін, Володимир Глубоков, Володимир Довганюк, Денис Жембровський, Михайло Ілляшук, Сергій Хаустович, Ігор Шевченко, Сергій Шмерецький.
Вдома залишились батьки та дві сестри. Похований 13 лютого 2015-го в Шовковому.

## Нагороди та вшанування
За особисту мужність і героїзм, виявлені у захисті державного суверенітету та територіальної цілісності України, вірність військовій присязі під час російсько-української війни
- нагороджений орденом «За мужність» III ступеня (26.2.2015, посмертно).
- почесний громадянин Бердянська (посмертно)